# العلاقات السويدية السريلانكية
العلاقات السويدية السريلانكية هي العلاقات الثنائية التي تجمع بين السويد وسريلانكا.

## مقارنة بين البلدين
هذه مقارنة عامة ومرجعية للدولتين:
| وجه المقارنة                                              | السويد                                                                               | سريلانكا                         |
| --------------------------------------------------------- | ------------------------------------------------------------------------------------ | -------------------------------- |
| المساحة (كم2)                                             | 450.30 ألف                                                                           | 65.61 ألف                        |
| عدد السكان (نسمة)                                         | 10.16 مليون                                                                          | 21.44 مليون                      |
| الكثافة السكانية (ن./كم²)                                 | 22.56                                                                                | 326.78                           |
| العاصمة                                                   | ستوكهولم                                                                             | سري جاياواردنابورا كوتي، كولمبو  |
| اللغة الرسمية                                             | اللغة السويدية، لغات السامي، اللغة الفنلندية، منكيلي، اللغة الرومنية، اللغة اليديشية | اللغة السنهالية، اللغة التاميلية |
| العملة                                                    | كرونة سويدية                                                                         | روبية سريلانكي                   |
| الناتج المحلي الإجمالي (بليون دولار)                      | 538.04 مليار                                                                         | 87.17 مليار                      |
| الناتج المحلي الإجمالي (تعادل القوة الشرائية) بليون دولار | 469.01 مليار                                                                         | 246.62 مليار                     |
| الناتج المحلي الإجمالي الاسمي للفرد دولار أمريكي          | 50.58 ألف                                                                            | 3.93 ألف                         |
| الناتج المحلي الإجمالي للفرد دولار أمريكي                 | 45.30 ألف                                                                            | 11.11 ألف                        |
| مؤشر التنمية البشرية                                      | 0.907                                                                                | 0.757                            |
| رمز المكالمات الدولي                                      | +46                                                                                  | +94                              |
| رمز الإنترنت                                              | .se                                                                                  | .lk،                             |
| المنطقة الزمنية                                           | توقيت وسط أوروبا، ت ع م+01:00، ت ع م+02:00، أوروبا/ستوكهولم ‏                         | ت ع م+05:30                      |

## منظمات دولية مشتركة
يشترك البلدان في عضوية مجموعة من المنظمات الدولية، منها:
| علم المنظمة | اسم المنظمة                               | تاريخ انضمام السويد | تاريخ انضمام سريلانكا |
| ----------- | ----------------------------------------- | ------------------- | --------------------- |
|             | بنك التنمية الآسيوي                       | 1966                | 1966                  |
|             | مؤسسة التنمية الدولية                     | 24 سبتمبر 1960      | 27 يونيو 1961         |
|             | يونسكو                                    | 23 يناير 1950       | 14 نوفمبر 1949        |
|             | وكالة ضمان الاستثمار متعدد الأطراف        | 12 أبريل 1988       | 27 مايو 1988          |
|             | الأمم المتحدة                             | 19 نوفمبر 1946      | 14 ديسمبر 1955        |
|             | الاتحاد البريدي العالمي                   | ?                   | ?                     |
|             | البنك الدولي للإنشاء والتعمير             | 31 أغسطس 1951       | 29 أغسطس 1950         |
|             | المنظمة الهيدروغرافية الدولية             | ?                   | ?                     |
|             | الاتحاد الدولي للاتصالات                  | 1866                | 1897                  |
|             | منظمة حظر الأسلحة الكيميائية              | ?                   | ?                     |
|             | مؤسسة التمويل الدولية                     | 20 يوليو 1956       | 20 يوليو 1956         |
|             | المركز الدولي لتسوية المنازعات الاستشارية | 28 يناير 1967       | 11 نوفمبر 1967        |
|             | منظمة التجارة العالمية                    | 1995                | ?                     |
|             | منظمة الشرطة الجنائية الدولية             | ?                   | ?                     |

## أعلام
هذه قائمة لبعض الشخصيات التي تربطها علاقات بالبلدين:
- أولفا ميرال (31 يناير 1902[20][21][22] – 1 فبراير 1986[22][23][24])

## وصلات خارجية
- موقع وزارة الخارجية السويدية
- موقع وزارة الخارجية السريلانكية